# Pierre Joseph Pelletier

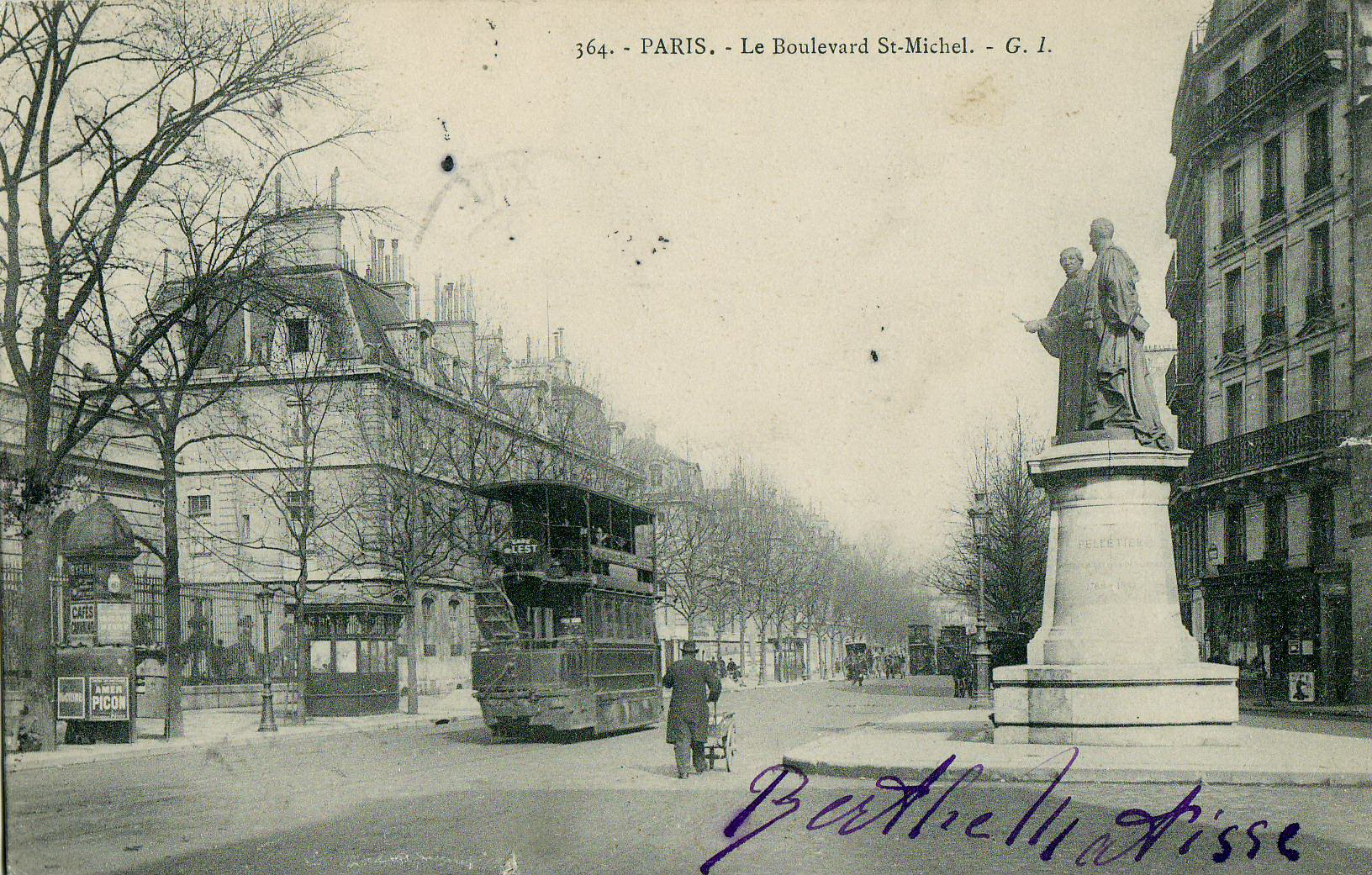
Przedwojenny pomnik Pelletiera i Caventou

Pierre Joseph Pelletier (ur. 1788 w Paryżu, zm. 1842 tamże) – francuski farmaceuta i chemik, członek Francuskiej Akademii Nauk. Razem z Josephem Caventou wniósł znaczący wkład w badania alkaloidów.
Pelletier i Caventou odkryli chininę i strychninę, a także otrzymali po raz pierwszy związek polijodkowy - trójjodek strychniny. Za swe osiągnięcia uhonorowani zostali pomnikiem ustawionym na placu u zbiegu bulwaru Saint-Michel i ulic Auguste-Comte, Denfert-Rochereau oraz Abbé de l'Epée w Paryżu (w czasie okupacji niemieckiej postaci badaczy z brązu zostały przetopione na amunicję; obecnie pomnik ma charakter symboliczny).